# Kamienica Bajerowska w Krakowie
Kamienica Bajerowska (znana także jako Kamienica Gładysowiczowska, Kamienica Pernusowska) – zabytkowa kamienica znajdująca się w Krakowie, w dzielnicy I przy ulicy św. Jana 9, na Starym Mieście.

## Historia
Kamienica została wzniesiona w XV wieku jako jednopiętrowa, dwutraktowa, z podpiwniczeniem, ze sklepioną sienią i dwoma sklepionymi pomieszczeniami. W XVI wieku została przebudowana i nadbudowana o drugie piętro, dobudowano też trakt tylny. W 1552 była własnością Erazma Straussa, a w latach 1612–1642 Mikołaja Pernusa. W 1628 budynek miał już dwupiętrową oficynę tylną. W latach 1644–1655 kamienica należała do Anny Cyrusowej, a następnie do Gabriela Gładysowicza. W połowie XVII wieku została odnowiona. W 1712 Hiacynta Gładysiewiczówna sprzedała ją Janowi Jerzemu Carli. W 1742 kamienica została nabyta przez opata jędrzejowskiego Bernarda Łaszewskiego i przebudowana. W 1758 należała do kupca i rajcy Macieja Bayera. W 1805 została zakupiona przez Józefa Szmukrowicza. W 1850 budynek został odrestaurowany. W 1875 kamienica przeszła przebudowę na zlecenie hrabiny Anny Walewskiej, podczas której przebudowano dach, zbudowano klozety i ganki przy murze północnym. W latach 1891–1897 należała do księdza Chromińskiego, na którego zlecenie powstały niezrealizowane projekty: przebudowy budynku frontowego i rekonstrukcji oficyny (1893–1895) oraz budowy nowej klatki schodowej (1895). W 1897 wzniesiono nowe, żelazne schody w oficynie. Od 1907 budynek należał do rodziny Turków: najpierw Franciszka i Kunegundy, później ich syna, malarza Franciszka. W 1965 wykonano remont generalny fasady, podczas którego doszło do częściowego uszkodzenia portalu. Rekonstrukcję zniszczonych elementów przeprowadzono w 1975. W 1982 zawaliła się oficyna tylna, po czym została częściowo rozebrana.
5 czerwca 1931 i ponownie 8 maja 1973 kamienica została wpisana do rejestru zabytków. Znajduje się także w gminnej ewidencji zabytków.

## Architektura

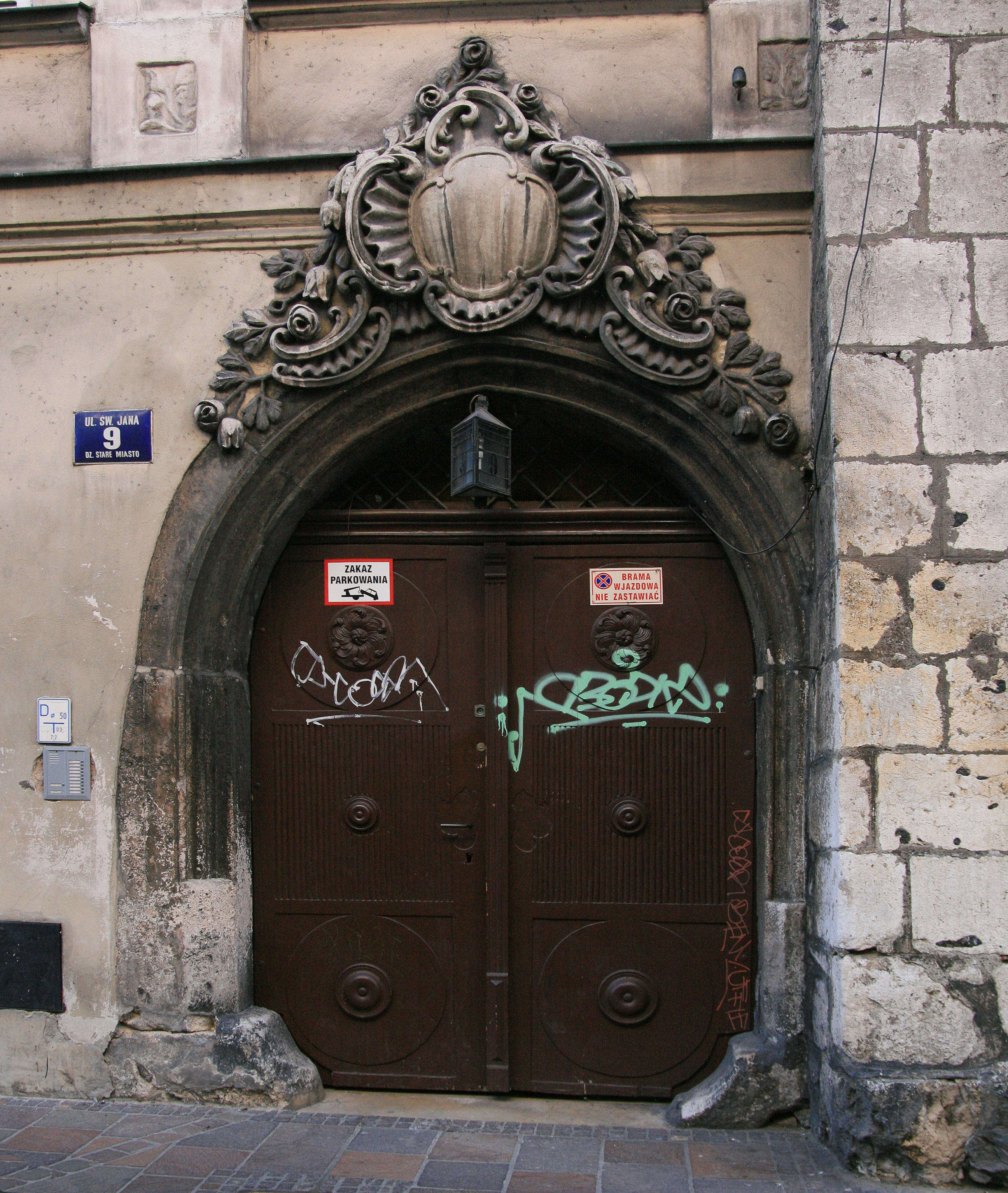
Portal kamienicy

Kamienica jest dwupiętrowa, w trakcie tylnym trzypiętrowa, trójtraktowa. Ma podpiwniczenie. Nakryta jest dwuspadowym dachem kalenicowym.
Fasada budynku posiada późnobarokowy wystrój z końca XVIII wieku. Jest ona dwupiętrowa, tynkowana. W partii parteru jest dwuosiowa, a w partii pięter trójosiowa. Od południa wsparta jest szkarpą z ciosów wapiennych. W osi południowej parteru znajduje się XV-wieczny kamienny, gotycki portal, lekko zaostrzony, sfazowany i profilowany, z odbojnikami. Ponad jego archiwoltą umieszczono rokokowy kartusz o rozbudowanym obramieniu z motywami muszli, kwiatów róż i tulipanów oraz stylizowanych liści. W portalu osadzona jest wczesnoklasycystyczna, drewniana, deskowo-spągowa opierzana, dwuskrzydłowa brama z listwą przymykową kanelowaną, z wydzielonym cokołem i kapitelem oraz z profilowanym ślemieniem. Jej skrzydła ozdobione są płycinami z guzami, kanelowaniem i rozetami. Nadświetle jest półkoliste, przeszklone, z kutą kratą. W północnej parteru znajduje się prostokątny otwór witryny z kamiennym nadprożem. Partia parteru zwieńczona jest gzymsem kordonowym, oddzielającym ją od partii pięter. W partii pięter fasada podzielona jest wertykalnie pilastrami w wielkim porządku, umieszczonymi na prostokątnych postumentach z płycinami z płaskorzeźbioną dekoracją roślinną. Trzony pilastrów ozdobione są prostokątnymi płycinami. Kapitele są kompozytowe, ozdobione motywami rokokowymi. Ponad nimi umieszczono odcinku uproszczonego belkowania ozdobionego bukietami z trzech róż. W polach pomiędzy pilastrami znajdują się otwory okienne. Okna pierwszego piętra są prostokątne i ośmiokwaterowe, a okna drugiego piętra zamknięte łukiem odcinkowym, ujęte profilowanymi opaskami i ozdobione gzymsami parapetowymi. Partia pięter zwieńczona jest gzymsem koronującym. Ponad nim znajduje się attyka z gzymsem. W środkowej części pola attyki umieszczono płaskorzeźbę przedstawiającą oko opatrzności, a po bokach dwa prostokątne, półkoliście zwieńczone okienka strychowe. Elewacja tylna jest trzypiętrowa, o nieregularnym układzie otworów. Częściowo przysłaniają ją drewniane ganki.
Piwnice kamienicy składają się z dwóch XV-wiecznych komór pod traktem frontowym i środkowym, nakrytych sklepieniami kolebkowymi z kamienia oraz XVI-wiecznej komory pod traktem tylnym, nakrytej sklepieniem kolebkowym z cegły. W osi południowej parteru znajduje się sień przejazdowa ze sklepieniem kolebkowym, otwarta do podworca półkolistą arkadą. W jej przedniej części, w ścianie północnej zachował się zamurowany, prostokątny, kamienny portal o profilowanym obramieniu. W sklepieniu sieni znajduje się żelazny uchwyt do wagi z XV wieku. W północnej osi parteru znajduje się izba ze sklepieniem kolebkowym z XV wieku. Izba w trakcie środkowym ma sklepienie kolebkowe z XV wieku, a izba w trakcie tylnym sklepienie kolebkowe z lunetami z XVI wieku. Na pierwszym piętrze w trakcie frontowym znajdują się dwie izby z sufitami z gładką fasetą i parą drzwi dwuskrzydłowych, płycinowych, z profilowanymi obramieniami i esowymi zawiasami. W izbie od północy zachował się XVIII-wieczny parkiet z intarsjowanej klepki dębowej układanej w jodełkę, murowany kominek z rokokową dekoracją oraz XIX-wieczny piec z jasnych kafli z ozdobnym zwieńczeniem. W izbie południowej zachował się parkiet dębowy układany w kwadraty z przełomu XVIII i XIX wieku. W jej południowej ścianie znajduje się zamknięta półkoliście nisza. W trakcie środkowym pomieszczenia nakryte są sufitami z profilowaną fasetą, drzwi są jednoskrzydłowe, płycinowe, z zamkiem skrzynkowym nakładanym. W trakcie tylnym znajduje się pomieszczenie z dwuprzęsłowym sklepieniem krzyżowym z XVII wieku. Na drugim piętrze pomieszczenia nakryte są sufitami. W izbie w trakcie frontowym zachował się piec z jasnych kafli z II połowy XIX wieku, w izbie w trakcie tylnym murowany kominek z hermowymi pilastrami w węgarach i profilowanym nadprożem i gzymsem. Drzwi do izb są jednoskrzydłowe, płycinowe. Ponadto na wszystkich kondygnacjach zachowała się stolarka drzwiowa jedno- i dwuskrzydłowa, płycinowa z II połowy XIX wieku, także z przeszkleniami i starszymi okuciami.
Budynek posiada dwie oficyny, z którymi połączony jest drewnianymi gankami z balustradami przy północnym murze granicznym. Oficyna północna, zwana Basztą, ma XIII-wieczny rodowód. W XIV wieku użytkowana była jako lamus. W XVI i XVII wieku była przebudowywana. W 1628 należała do doktora filozofii i medycyny Jana Innocentego Petrycego. Jest ona dwupiętrowa, dwutraktowa, o rzucie kwadratu, murowana z cegły i kamienia łamanego z użyciem ciosu do detalu, nakryta dachem pulpitowym. Jej elewacja frontowa, skierowana na południe, ma pośrodku renesansowy, prostokątny, kamienny portal, a po bokach dwa prostokątne okna w kamiennych obramieniach. W elewacji północnej, na wysokości pierwszego piętra znajduje się zamurowany, półkoliście zwieńczony otwór, a ponad nim dwa koliste otwory. Piwnice oficyny, sklepione kolebkowo, dostępne są z zewnątrz. Na parterze znajdują się dwa pomieszczenia o sklepieniach kolebkowych. W przejściu umieszczono kamienny, ostrołukowy, profilowany portal na cokole. Piętra dostępne są zewnętrznymi, kręconymi, żelaznymi schodami. Na pierwszym piętrze zachował się piec z białych kafli z II połowy XIX wieku, a na drugim piętrze piec z kremowych kafli z początku XX wieku. Oficyna południowa wzniesiona została w I połowie XIX wieku. W 1891 połączona została z sąsiednią oficyną, a w 1895 nadbudowana o drugie piętro. Od 1982 znajduje się w stanie ruiny. Jest ona dwupiętrowa, jednotraktowa, o rzucie prostokąta, murowana z cegły, tynkowana, nakryta dachem pulpitowym. Elewacja frontowa jest trójosiowa. Pierwsze piętro dostępne jest zewnętrznymi schodami. Piwnica sklepiona jest kolebkowo. Na parterze znajdują się sklepienia i stropy.
Dziedziniec wyłożony jest brukiem z wapienia łamanego. Znajduje się na nim studnia.